# Ommatius annulitarsis
Ommatius annulitarsis är en tvåvingeart som beskrevs av Charles Howard Curran 1927. Ommatius annulitarsis ingår i släktet Ommatius och familjen rovflugor.
Artens utbredningsområde är Kongo. Inga underarter finns listade i Catalogue of Life.